# Аденау
Аденау (нем. Adenau) — город в Германии, в земле Рейнланд-Пфальц.
Входит в состав района Арвайлер. Подчиняется управлению Аденау. Население составляет 2776 человек (на 31 декабря 2010 года). Занимает площадь 18,56 км². Официальный код — 07 1 31 001.
Рядом с городом проходит гоночная трасса Нюрбургринг (северная петля).

## Ссылки

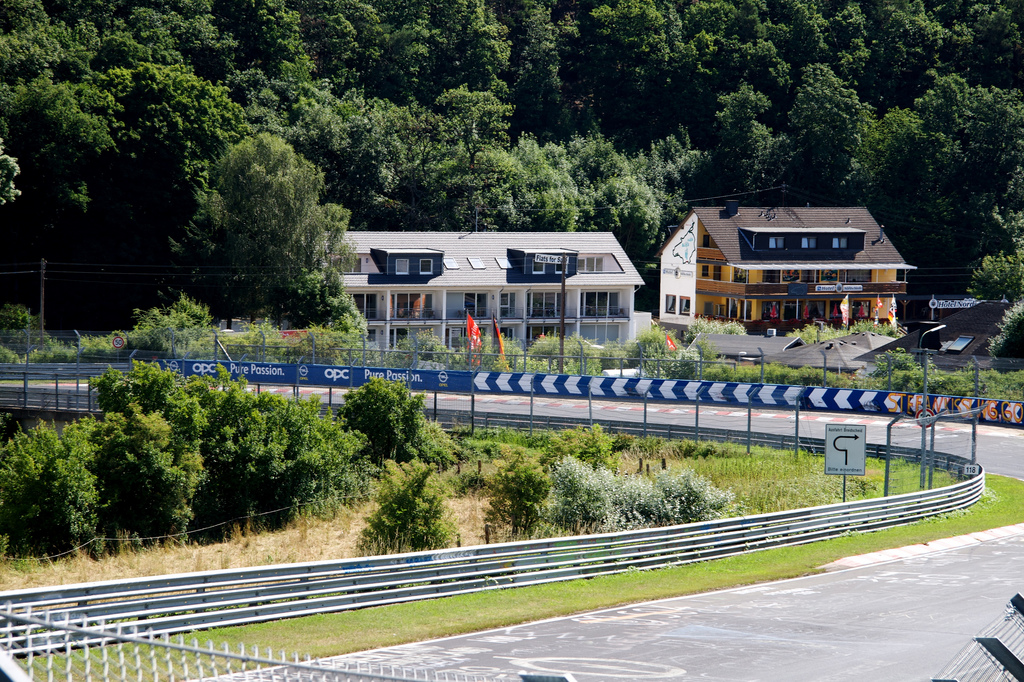
Аденау